# Чейз Каліш
Чейз Каліш (англ. Chase Kalisz, нар. 7 березня 1994, Меріленд, США) — американський плавець, олімпійський чемпіон 2020 року, срібний призер  Олімпійських ігор 2016 року, дворазовий чемпіон світу.

## Виступи на Олімпійських іграх
| Олімпіада  | Дисципліна       | Місце |
| ---------- | ---------------- | ----- |
| Ріо 2016   | 400 м комплексом | 2     |
| Токіо 2020 | 400 м комплексом | 1     |